# Stellarium
Stellarium är en fri planetarieprogramvara, licensierad under GNU GPL, för GNU/Linux, Microsoft Windows och Mac OS. Programmet använder sig av OpenGL för att rendera vad som enligt upphovsmannen är en realistisk tre-dimensionell stjärnhimmel i realtid.
Stellarium utvecklas av den franske programmeraren Fabien Chéreau, som startade projektet sommaren 2001.
Bland programmets funktioner märks:
- Över 600 000 stjärnor från Hipparcos-katalogen.
- Alla solsystemets planeter och deras största månar.
- Olika landskap i panorama, dimma, atmosfär, samt enligt upphovsmannen realistiska solnedgångar, soluppgångar och förmörkelser.
- Standardperspektiv och vidvinklat projektionsläge.